# Кетрін Вудфайн
Кетрін Вудфайн (нар.1983 р.) — британська дитяча письменниця, відома завдяки роману «Загадка механічного горобця» із серії детективних романів «Таємниці універмагу "Сінклер"».

## Біографія
Народилася в м. Престон, графство Ланкашир, що на північному заході Англії. Вивчала англійську філологію в Бристольському університеті. 2005 року отримала високу оцінку в щорічному конкурсі талантів журналу для молодих письменників «Vogue». Живе в Лондоні.

## Кар'єра
Перша робота Вудфайн була в книгарні «Waterstones» у Ланкастері. Згодом вона стала керівником книгарні та галереї в «Cornerhouse» — міжнародному центрі візуального мистецтва та кіно Манчестера. Працювала в Північно-Західному офісі художньої Ради Англії, спеціалізуючись із літератури.
6 років працювала в «Booktrust» менеджером проекту дитячого Лауреатства, та також над іншими дитячими книжковими нагородами та ініціативами, зокрема й над YALC — першою Британською Конвенцією із літератури для старших підлітків, куратором якої була Малорі Блекмен. Зараз Вудфайн поєднує письменництво з іншими дитячими книжковими проектами, включно з радіо-шоу та подкастами «Вниз у кролячу нору» для Resonance FM, дискутуючи про дитячу літературу.

### Цикл «Таємниці універмагу "Сінклер"»
- 2015 — «The Mystery of the Clockwork Sparrow» / «Загадка механічного горобця»
- 2016 — «The Mystery of the Jewelled Moth» / «Загадка коштовного метелика»
- 2017 — «The Painted Dragon»
- 2018 — «The Midnight Peacock»

### Цикл «Taylor and Rose Secret Agents»
- 2018 — «Peril in Paris»
- 2019— «Spies in St.Petersburg»

### Серія «Little Gems»
- 2018 — «Rose's Dress of Dreams»
- 2019 — «Sophie Takes to the Sky»

### Оповідання у збірках
- 2016 — «Mystery & Mayhem: Twelve Deliciously Intriguing Mysteries»
- 2016 — «Winter Magic»
- 2017 — «Quest: Stories of Journeys from Around Europe by the Aarhus 39»
- 2018 — «Make More Noise!»

Кетрін Вудфайн веде блог «Follow the Yellow»

## Переклади українською
- Кетрін Вудфайн. Загадка механічного горобця / Переклад з англійської Ярослави Івченко, серія «Таємниці універмагу "Сінклер"». - Львів: Урбіно, 2020. - 238 ст.[5]
- Кетрін Вудфайн. Таємниця коштовного метелика / Переклад з англійської Анни Вовченко, серія «Таємниці універмагу "Сінклер"». - Львів: Урбіно, 2020. - 352 ст.[6]